# Yoshinogawa
Yoshinogawa (吉野川市, Yoshinogawa-shi?) è una città giapponese della prefettura di Tokushima.